# Pretoriano (novela)
Pretoriano (título original: Praetorian) es el undécimo libro de la serie Águila, de Simon Scarrow. Esta saga narra las peripecias de dos legionarios, Cato y Macro, en las legiones del Imperio Romano a mediados del siglo I d. C.

## Argumento
Tras su estancia en Egipto, los centuriones Cato y Macro regresan a Roma con una nueva misión del secretario imperial Narciso: deberán unirse a las filas de la Guardia Pretoriana y descubrir hasta qué punto la organización secreta conocida como Los Libertadores está infiltrada en su estructura. Si Cato quiere recuperar su cargo de prefecto accediendo así a la clase ecuestre (pudiendo optar a desposarse con su amada Julia) y Macro volver a las legiones, deberán llevar a cabo la misión encomendada y averiguar quienes son los miembros de la Guardia que conspiran contra el emperador Claudio.
Cato y Macro, con identidades falsas, son destinados como soldados rasos a la centuria encargada de la protección del palacio y de la familia imperial, por lo que, mientras llevan a cabo su misión, serán testigos del pulso de poder que está fraguándose entre los dos posibles sucesores de Claudio: su hijo legítimo Británico y Nerón, el hijo de su segunda mujer Agripina.
Los dos veteranos legionarios deberán cubrirse las espaldas y poner en práctica toda su astucia y recursos para sobrevivir a las intrigas políticas palaciegas, descubriendo que pueden llegar a ser más peligrosas que cualquier escaramuza contra los bárbaros de las fronteras de Roma.